# Hans-Dieter Frank
Hans-Dieter Frank (8 de julho de 1919 - 28 de setembro de 1943) foi um oficial alemão que serviu no Deutsches Heer durante a Segunda Guerra Mundial. Foi condecorado com a Cruz de Cavaleiro da Cruz de Ferro com Folhas de Carvalho.

## Condecorações
| Troféu de Honra da Luftwaffe                                     | 19 de outubro de 1942  |
| Distintivo de Voo do Fronte da Luftwaffe em Ouro                 |                        |
| Cruz de Ferro (1939) 2ª Classe                                   |                        |
| Cruz de Ferro (1939) 1ª Classe                                   |                        |
| Cruz Germânica em Ouro                                           | 27 de novembro de 1942 |
| Cruz de Cavaleiro da Cruz de Ferro                               | 20 de junho de 1943    |
| Cruz de Cavaleiro da Cruz de Ferro com Folhas de Carvalho nº 417 | 2 de março de 1944     |